# Vogtturm

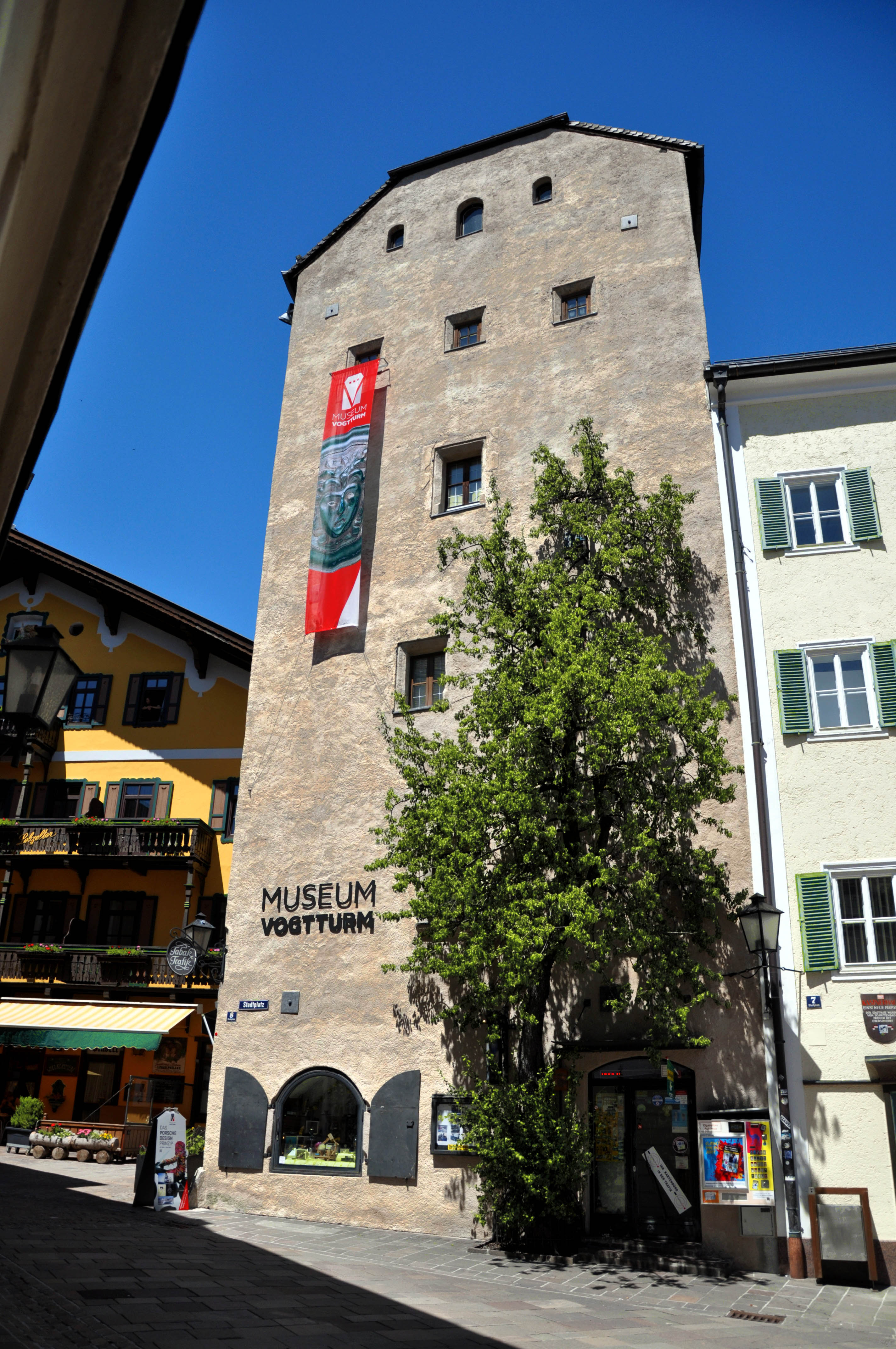
Museum Vogtturm, Fassade zum Stadtplatz von Zell am See

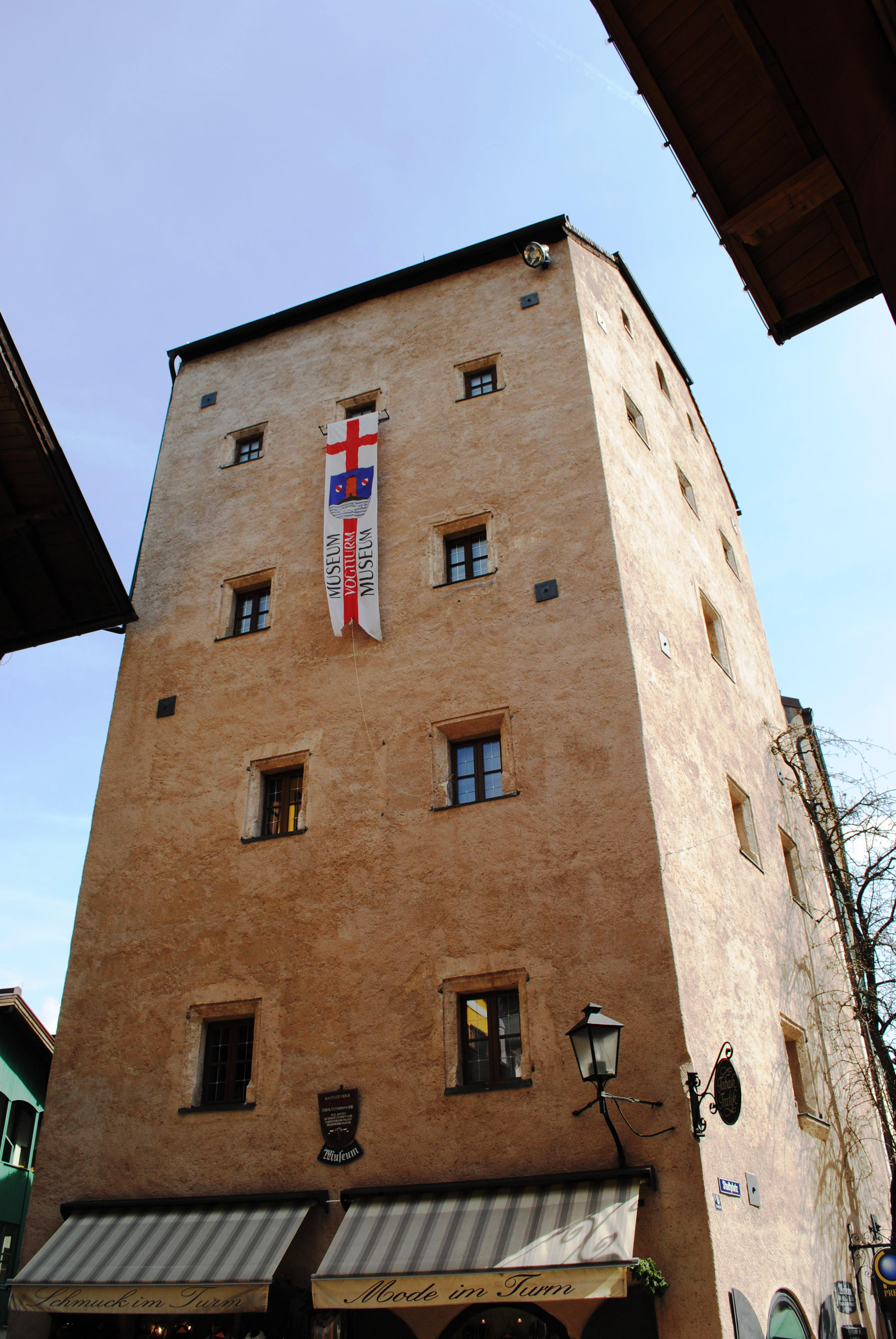
Vogtturm in Zell am See

## Allgemein
Der Vogtturm (früher auch Kastnerturm genannt) befindet sich in der Stadt Zell am See im Salzburger Land an der Ecke des Stadtplatzes zur Dreifaltigkeitsgasse und dem Turmplatzl. Aktuell beherbergt der Turm das Museum Vogtturm.

## Beschreibung
Die Höhe des historischen Bauwerks beträgt 23,5 Meter, die Mauerbreite an der Nord-, der Süd- und der Westseite 8,6 Meter, an der Ostseite 13,5 Meter. Der Turm hat somit einen trapezartigen Grundriss und fünf Stockwerke, von denen heute vier für Ausstellungszwecke genutzt werden. Nach einer umfangreichen Sanierung ist der Vogtturm seit Juli 2020 mit einem neuen Museums- und Sicherheitskonzept wieder für die Öffentlichkeit zugänglich. Der Turm als Bergfried, der anschließende gräfliche Ansitz (Fuscher Haus, Neue Propstei, heute Bankhaus Carl Spängler) und die Hippolyt-Kirche zählen zu den ältesten Gebäuden der Stadt.

## Geschichte
Der Zeller Turm geht auf die Anlage von Ansitzen und Wehrbauten am Fuße der Alpenübergänge im Hochmittelalter zurück. Umfeld und Baugeschichte stehen in direktem Zusammenhang mit der Diplomatie der römisch-deutschen Könige (Salier und Staufer) und der Belehnung des Pinzgaus mit dem hochrangigen Geschlecht der Grafen von Lechsgemünd-Frontenhausen-Mittersill-Pinzgau.
Der ursprünglich als Wehr- (Bergfried mit Schutzfunktion), Zweck- (Kontrolle der Reisenden und Einhebung der Wegmauten) und Repräsentationsbau errichtete Turm spiegelte mit dem Ansitz und dem angrenzenden Kirchenbezirk (Kollegialstiftskirche St. Hippolyt als gräfliches Eigenkloster) die Macht und den Einfluss der schwäbisch-bayerischen Adelsfamilie als Statthalter und Stellvertreter des Königshauses wider.
Der Zeller Turm und der gräfliche Ansitz  waren Teil eines um die Mitte des 12. Jahrhunderts entstandenen Häuserensembles, das einen dreieckigen, durch Tore abgeschlossenen Innenhof (den früheren Marktplatz und heutigen Stadtplatz) umgab. Ansitz und Turm hatten bis weit in die Neuzeit als „freies Eigen“ eine rechtliche Sonderstellung inne.
Bei einem Brand 1770 wurde neben acht Häusern und den beiden Kirchen auch der Turm in Mitleidenschaft gezogen, der Brand vernichtete zwei Stockwerke und das Dach des Turmes, Spuren des Brandes sind noch heute an Giebelhölzern im Dachgeschoß zu sehen. Bis 1850 wurden die Dachluken zum Wetterschießen verwendet, dabei hoffte man, durch den Kanonendonner das Aufziehen von Unwettern zu verhindern. Im 19. Jahrhundert diente der Vogtturm als Wohngebäude, früher hatten u. a. auch die Bischöfe von Chiemsee als Mensalherren (zur bischöflichen Mensa = Ausstattung gehörend) den Turm als Getreidespeicher genutzt.

## Urbar- und Erbrechtsbesitzer
Ende des 15. Jahrhunderts kommt der Turm in den Besitz der Familie Hundt. Die Hundt (Hund, Hunt) waren  schon zuvor im Besitz von Schloss Dorfheim und der Turm in Zell am See wird in der Folge mehrfach im Urbarverzeichnis von Dorfheim angeführt. Die Schwester des Christoph Dieter Hundt (er war der letzte Hundt im Mannesstamm), Marie Jakobe, heiratete Johann Albert Savioli, der Dorfheim 1628 gekauft hatte. Diesem folgte 1660 Anna Maria Paggee aus Tamsweg, verheiratet mit dem hochfürstlichen Salzburger Hofrat Johann Konrad Stadtmayr. 1719 erbte die Nichte Maria Theresia von Küeppach den Besitz. Die war wiederum mit Friedrich Ignaz Lürer vom Zehendtal verheiratet. Diese Familie blieb bis zur Grundentlastung im Besitz des Turmes.
Der Turm war erbrechtlich verpachtet. Als Pächter bzw. Besitzer scheinen auf: Matheus Neissl (vor 1626), der Fischer Wolf Kheil durch Kauf (1631), Wolf Huetter zur Hälfte (1638), Magdalena, Wittibin, durch Kauf (1650), Georg Innegruber durch Wechsel (16661), Magdalena Schlipferin durch Übergabe, Thomas Mayr und seine Frau durch Kauf (1699), Christoph Mayr durch Übergabe (1702), Michael Mayr und seine elf Kinder, Franz Mayr durch Übergabe (1783), Johann Kastner durch Kauf (1798), dann seine Kinder Johann Kastner durch Übergabe (1805), Johann Kastner durch Übergabe (1841), Maria Plachfelner durch Kauf (1850), Josef Gruber zur Hälfte durch Einheirat (1851), Josef Kolbacher durch Kauf (1864), der Kaufmann Johann Kastner durch Kauf (1866), Johann Kastner durch Übergabe (1885), Josef Kastner durch Einantwortung (1914), Paula Kastner durch Einantwortung (1943), Markus und Theresia Faistauer durch Kauf (1951), nach 1964 Theresia Faistauer als Alleinbesitzerin.

## Name
Der heutige Name Vogtturm geht auf Ernst Ritter von Koch-Sternfeld zurück, der 1834 in seiner Schrift »Ueber Namen und Stammen der heutigen Grafen von Hundt in Bayern« erstmals den Turm als „Vogtthurm“ beschrieb. Eine quellenmäßige Absicherung ist allerdings im Gegensatz zu späteren Bezeichnungen nach langjährigen Besitzerfamilien (Schlosserturm, Kastnerturm) nicht gegeben.

## Gegenwart
1984 erwarb das Bankhaus Carl Spängler den Turm und sanierte das Gebäude. Anschließend wurde es an die Stadtgemeinde Zell am See für Museumszwecke verpachtet. Noch im gleichen Jahr konnte das Museum vom Rathaus Schloss Rosenberg in den Vogtturm übersiedeln. Nach umfangreichen Sanierungsmaßnahmen ist der Vogtturm seit Juli 2020 mit einem neuen Museums- und Sicherheitskonzept wieder für die Öffentlichkeit zugänglich.
Das Zeller Stadtmuseum beherbergt heute eine interaktive Ausstellung über die Geschichte, Kunst und Kultur der Stadt Zell am See und ihrer näheren Umgebung. Die Schwerpunkte liegen auf archäologischen Funden der Vor- und Frühgeschichte, Zeugnissen des örtlichen Brauchtums, der Wirtschafts- und Tourismusgeschichte, romantischen und spätromantischen Gemälden des Zeller Sees, modernen Bildern des Zeller Malers Richard Hirschbäck (1937–2007) und aktuellen Erfindungen und Innovationen aus der Region.